# Мере ог Ромсдал
Мере ог Ромсдал (норв. Møre og Romsdal) је округ у западном делу Норвешке. Управно седиште округа је град Молде. Највећи град у округу је Олесунд, а значајан је и град Кристијансунд.
Површина округа Мере ог Ромсдал је 15.113,67 km², на којој живи око 255 хиљада становника.
Грб Мере ог Ромсдала потиче из 1978. године и на њему се налазе три викиншка брода.

## Положај и границе округа
Округ Мере ог Ромсдал се налази у западном делу Норвешке и граничи се са:
- север и запад: Северно море,
- исток: округ Јужни Тренделаг,
- југ: округ Опланд,
- југозапад: округ Согн ог Фјордане.

## Природни услови
Мере ог Ромсдал је приморски округ. Огруг је махом планински, са веома мало равница, стешњених уз море.
Округ излази на Северно море. Обала је веома разуђена, са мноштвом залива, малих острва и полуострва. Најзначајнија острва су Смела и Тустна. У округу постоји и много малих језера.

## Становништво
По подацима из 2010. године на подручју округа Мере ог Ромсдал живи близу 255 хиљада становника, већином етничких Норвежана.
Округ последњих деценија бележи благо повећање становништва. У последњих 3 деценије увећање је било за приближно 5%.
Густина насељености - Округ има густину насељености је испод 17 ст./км², што је нешто више од државног просека (12,5 ст./км²). Приобални део округа на западу је много боље насељен него планински део на истоку.

## Подела на општине
Округ Мере ог Ромсдал је подељен на 36 општина (kommuner).